# Cmentarz wojenny nr 2 – Ożenna
Cmentarz wojenny nr 2 – Ożenna – cmentarz z I wojny światowej zaprojektowany przez Dušana Jurkoviča, 
znajdujący się w miejscowości Ożenna w gminie Krempna w powiecie jasielskim. Jeden z ponad 400 zachodniogalicyjskich cmentarzy wojennych zbudowanych przez Oddział Grobów Wojennych C. i K. Komendantury Wojskowej w Krakowie. Należy do I Okręgu Cmentarnego Nowy Żmigród.

## Opis
Obiekt znajduje na północnym stoku wzgórza Czeremcha, blisko granicy państwowej ze Słowacją. Ma kształt kwadratu o powierzchni 25 m² i formę kurhanowego kopca. Na jego środku znajduje się kamienny prawosławny krzyż. Zachowała się kamienna płyta z wyrytą inskrypcją. Cmentarz jest oddalony o około 50 m na zachód od cmentarza wojennego nr 1.
Na cmentarzu pochowano 150 żołnierzy rosyjskich w 1 mogile zbiorowej poległych w walkach na bagnety o przełęcz w Ożennej 27 listopada 1914.

## Galeria

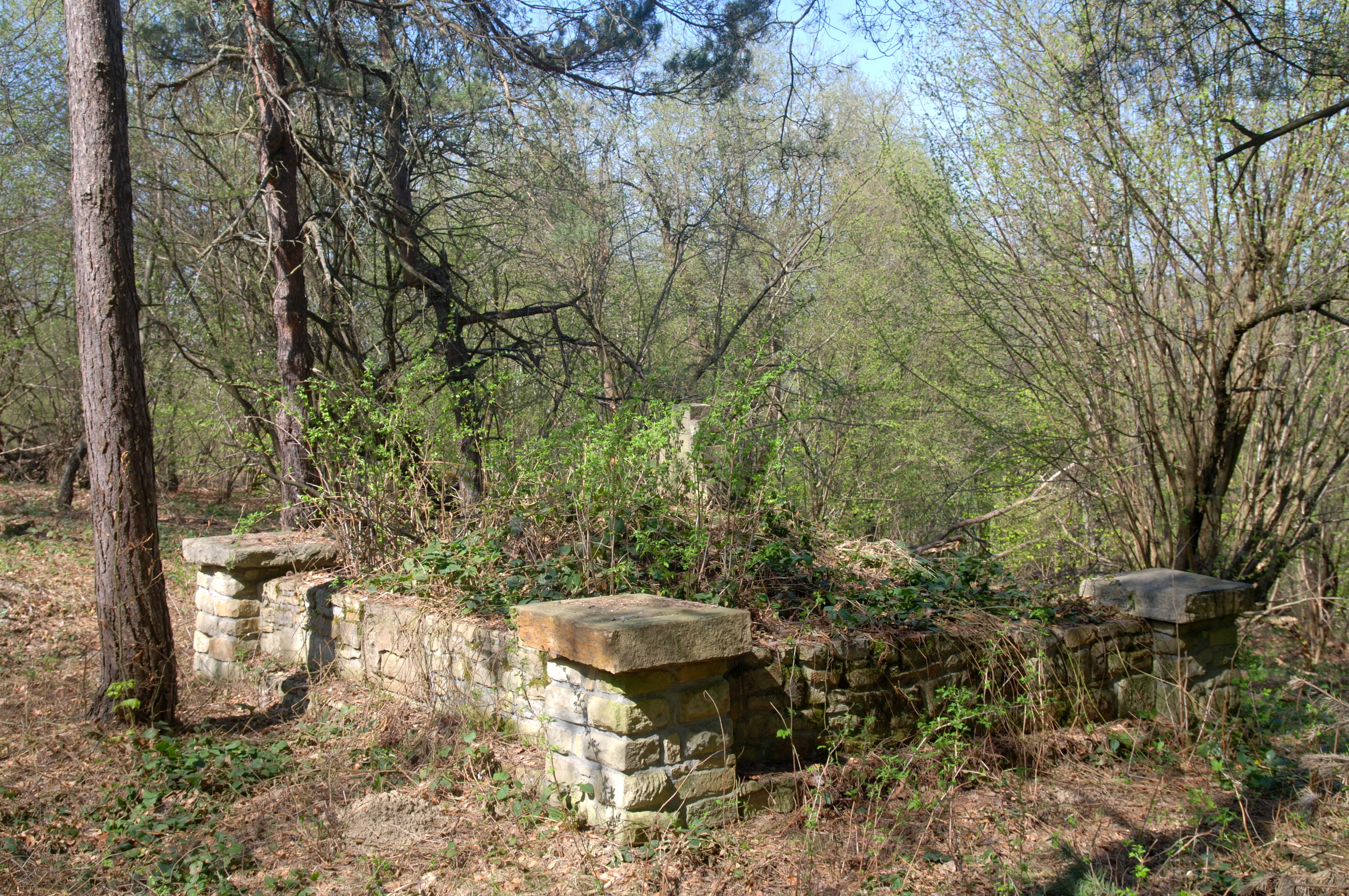
Widok od strony wschodniej
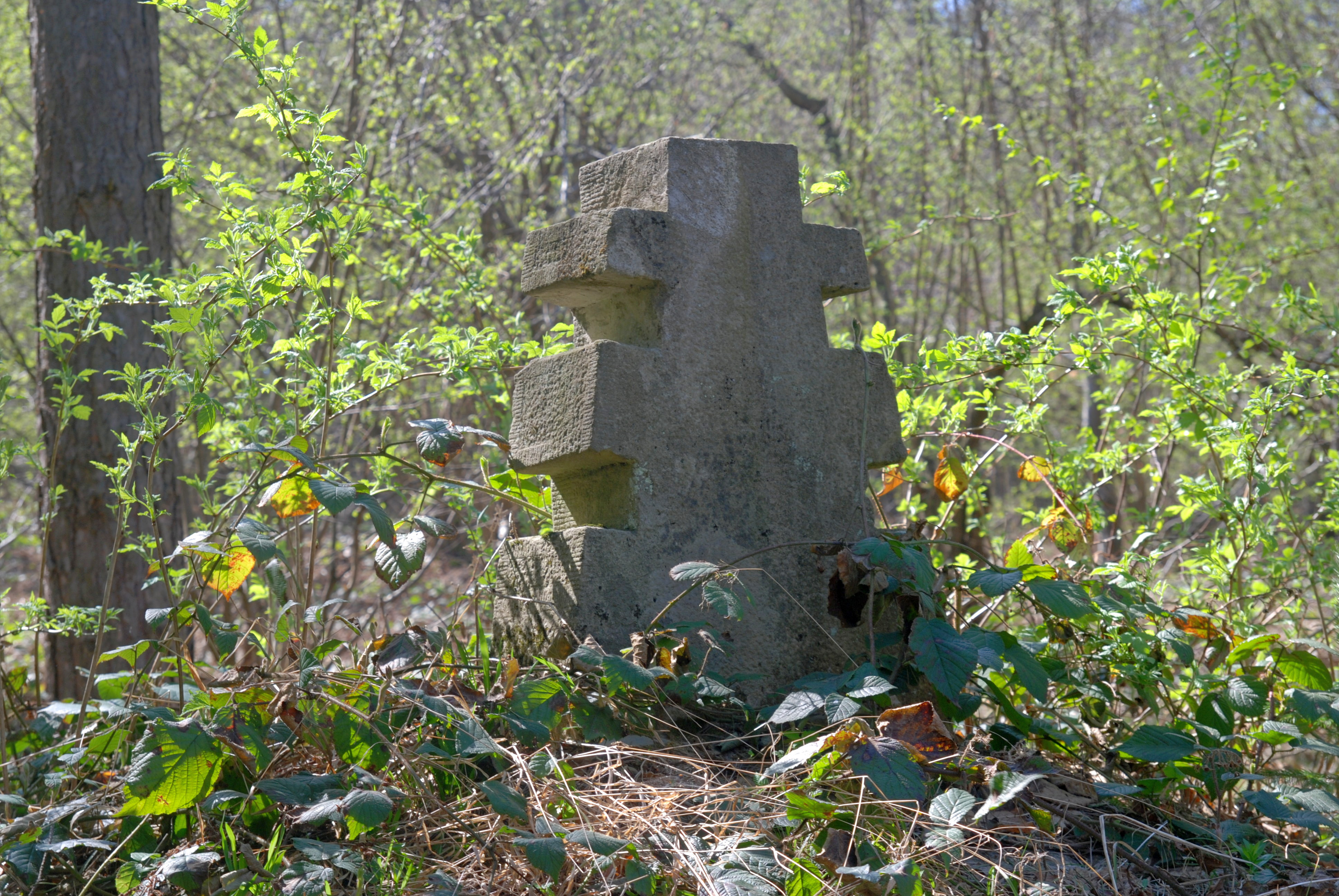
Pomnik na środku kopca
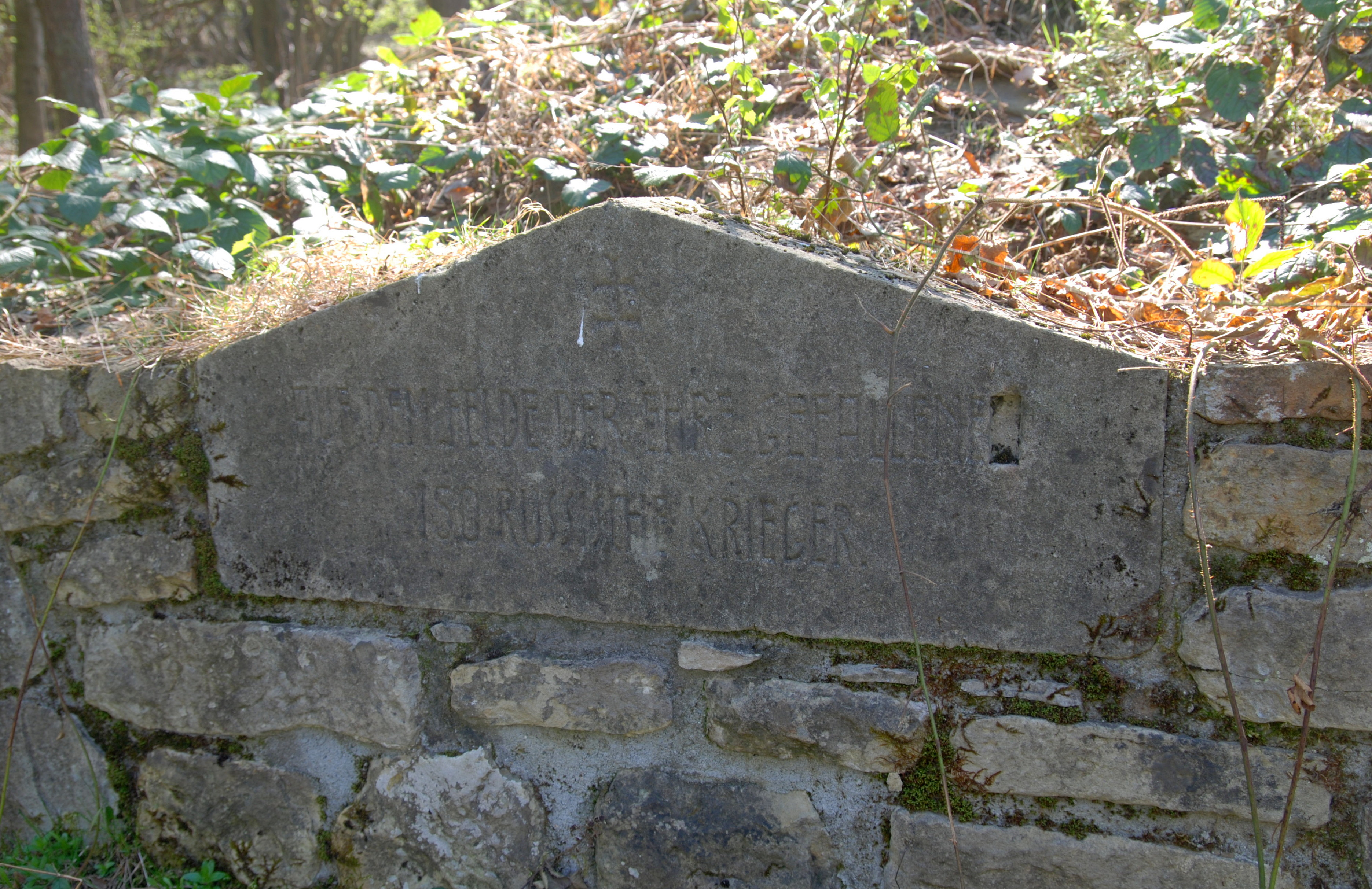
Inskrypcja na elewacji północnej